# Coupe d'Afrique des vainqueurs de coupe féminine de handball 1991
La Coupe d'Afrique des vainqueurs de coupe féminine de handball 1991 est la septième édition de la compétition. Elle s'est déroulée du jeudi 25 avril au samedi 4 mai 1991 en Algérie à Alger (salle Harcha Hassen) et à Boumerdès (salle Mohamed Belaaradj) et a mis aux prises huit clubs africains. 

## Modalités
Le tirage au sort a été réalisé par M. Rachid Meskouri, membre de la Confédération africaine de handball, le mercredi soir 24 avril 1991 a l'Hôtel El Marsa à Alger,  Algérie. Les règles suivantes ont été appliquées :
- avec moins de sept équipes, il ne sera constitué qu'une seul poule ;
- en cas d'absence de l'équipe camerounaise du CNPS qui n'a pas confirmé sa présence (à l'opposé de l'autre club camerounais, Camship qui a confirmé par télex sa venue), le club tunisien de Zaoui Meubles sera déplacé en poule B ;
- le match d'ouverture opposera le club algérien du NA Hussein Dey et le club gabonais de l'AS Sogara ;
- la poule A est alors composée de : Camship de Douala (Cameroun), UCO Sport (Congo), AS Sogara (Gabon), NA Hussein Dey (Algérie), Zaoui Meubles Sport (Tunisie)
- la poule B est alors composée de : CNPS (Cameroun), ERC Alger (Algérie), Africa Sports (Cote d'Ivoire), Desert Queens (Nigeria).

Finalement, le CNPS sera forfait et le Zaoui Meubles est bien déplacé en poule B. La cérémonie d'ouverture a eu lieu le jeudi 25 avril 1991 à 15h00 dans la salle Harcha Hassen.

## Phase de poule

### Poule A
Les résultats de la poule A sont :
- 25 avril à 18h30, à Alger (match d'ouverture) : NA Hussein Dey - AS Sogara 22-12 (mi-temps 10-4)[1],[2]
  - NA Hussein Dey  : Foudad (GB), Choukry, Messaoudène (meilleure buteuse avec 6 buts, elle a joué 22 minutes comme remplaçante), Slimani, Bouderbala (ailière), Benzine (ailière), Hannouche, Cherik, Gharbi, Amari, Chouiker, Gaoua. Entraîneur : Gotit
  - AS Sogara : Mianka, Gnambauli, Klomegan, Makosso, Pemba, N'Zangone, Obari, Okomba, Kolokolo, Iwenga, Assoumoa, Badamassi, - Entraîneur : Daoud Brikci (ALG).
- 26 avril à 16h00 à Boumerdès : Camship de Douala - UCO Sport 14-21 (mi-temps 6-12)[1]
  - Campship  : les meilleures buteuses sont N'Yake et Sougan
  - UCO  : la congolaise Mandoviane (11 buts à elle seule) est la meilleure buteuse. Entraîneur : N'Ganga.
  - Arbitres : Blaise et Bosco (Côte d'Ivoire).
- 27 avril à 16h00 à Boumerdès : Camship de Douala - AS Sogara 19-14 (mi-temps 11-6)
- 27 avril à 16h00 à Alger : NA Hussein Dey - UCO Sport 20-17 (mi-temps 9-8)
- 29 avril à 16h00 à Alger : NA Hussein Dey - Camship de Douala 14-18
- 29 avril à 17h30 à Alger : AS Sogara - UCO Sport 10-22

Le classement final est :
|   | Équipe            | Pts | J | G | N | P | Bp | Bc | Diff |
| - | ----------------- | --- | - | - | - | - | -- | -- | ---- |
| 1 | UCO Sport         | 7   | 3 | 2 | 0 | 1 | 60 | 44 | 16   |
| 2 | NA Hussein Dey    | 7   | 3 | 2 | 0 | 1 | 56 | 47 | 9    |
| 3 | Camship de Douala | 7   | 3 | 2 | 0 | 1 | 51 | 49 | 2    |
| 4 | AS Sogara         | 3   | 0 | 0 | 0 | 3 | 36 | 63 | -27  |

### Poule B
Les résultats de la poule B sont :
- 26 avril à 16h00 à Alger : ERC Alger - Africa Sports 15-19 (mi-temps 7-10)[4]
  - ERC Alger : Benachi (GB), Bensegheir (GB), Ouka (8 buts, meilleure buteuse du match), Kouta (2), Benmalek, Amoura, Chibani (1), Mehanek, Belaifa (1) Farah Bouhadouf, Mekhloufi, Ahdjoudj Soriya (3). Entraineur : Amoura Ali.
  - Africa Sports : Kodo, Imakolata, Loronione (1), Fadiga (2), Dago, Dango (3), Bray, Masso, Ahoua (6), Auta (5), Lobaki (1), Kobali. Entraineur : Julian Tab
  - Arbitres : El Kouche et Kazouli (Maroc).
- 26 avril à 17h30 à Boumerdès : Desert Queens of Katsina - Zaoui Meubles Sport 29-29 ( mi-temps14-9)[1]
  - Desert Queens : Chatava, Boubaker... Entraineur : Joseph Randson
  - Zaoui Meubles : Sonya Ghribi... Entraineur : Trzmiel (Tunisie).
- 28 avril à 16h00 à Boumerdès : Zaoui Meubles Sport - Africa Sports 13-23
- 28 avril à 16h00 à Alger : ERC Alger - Desert Queens of Katsina 13-17
- 30 avril à 16h00 à Boumerdès : ERC Alger - Zaoui Meubles Sport 13-18
- 30 avril à 16h00 à Alger : Africa Sports - Desert Queens of Katsina 15-13

Le classement final est :
|   | Équipe                   | Pts | J | G | N | P | Bp | Bc | Diff |
| - | ------------------------ | --- | - | - | - | - | -- | -- | ---- |
| 1 | Africa Sports            | 9   | 3 | 3 | 0 | 0 | 58 | 42 | 16   |
| 2 | Desert Queens of Katsina | 6   | 3 | 1 | 1 | 1 | 59 | 57 | 2    |
| 3 | Zaoui Meubles Sport      | 6   | 3 | 1 | 1 | 1 | 60 | 65 | -5   |
| 4 | ERC Alger                | 3   | 3 | 0 | 0 | 3 | 40 | 53 | -13  |

Remarque : en se basant sur les scores, l'Africa Sports n'a marqué que 57 buts et n'en a encaissé que 41 tandis que l'ERC devrait être à 41 et 54.

## Phase finale
Après un jour de repos le mercredi 1er mai 1991, la phase finale se déroule dans la salle Harcha Hassen à Alger.
Le match de classement pour la 7e place a été joué le jeudi 2 mai 1991 à 16h00 : AS Sogara - ERC Alger 12-15
Les demi-finales ont été jouées le jeudi 2 mai 1991 :
- 17h30 : UCO Sport - Desert Queens 14-20
- 19h00 : NA Hussein Dey - Africa Sports 19-16

Le vendredi 3 mai 1991 ont été disputés les matchs de classement :
- à 10h00 pour la 5e place : Camship de Douala - Zaoui Meubles Sport 24-20
- à 11h15 pour la 3e place : UCO Sport - Africa Sports 22-25

En finale, disputée le samedi 4 mai 1991 à 19h00 dans la salle Harcha Hassen, les Desert Queens se sont imposées 25 à 23 après deux prolongations face au NA Hussein Dey.

## Classement final
Le classement final est :
1. Desert Queens of Katsina
2. NA Hussein Dey
3. Africa Sports
4. UCO Sport
5. Camship de Douala
6. Zaoui Meubles Sport
7. ERC Alger
8. AS Sogara